# Красносілки
Красносілки (рос. Красносёлки) — присілок в Безенчуцькому районі Самарської області Російської Федерації.
Населення становить 388 осіб. Входить до складу муніципального утворення сільське поселення Переволоки.

## Історія
Населений пункт розташований у межах українського етнічного та культурного краю Жовтий Клин.
Від 2005 року входило до складу муніципального утворення сільське поселення Переволоки.

## Населення
| 2010 | 2012 | 2013 | 2014 | 2015 | 2016 |
| ---- | ---- | ---- | ---- | ---- | ---- |
| 359  | ↗389 | →389 | ↘383 | ↗385 | ↗388 |